# Gfeller + Hellsgård
Gfeller + Hellsgård est un duo d'artistes plasticiens, sérigraphes, graphistes et éditeurs franco-suédois composé de Anna Hellsgård (1980, Stockholm) et Christian « Meeloo » Gfeller (1973, Haguenau). Anna Hellsgård est la sœur de la réalisatrice de films Carolina Hellsgård.

## Parcours

### Bongoût + Re:Surgo!
Étudiant à la Haute École des arts du Rhin, Gfeller fonde la structure d'édition Bongoût à Strasbourg en 1995. Bongoût est d’abord un graphzine photocopié regroupant des artistes de l’underground national et international. Il est rejoint par Anna Hellsgård en 2001. Le duo déménage à Berlin et, pendant dix-sept années, sous le nom de Bongoût, Gfeller et Hellsgård produiront et publieront plusieurs centaines de livres d'artistes imprimés à la main en sérigraphie parmi lesquels des ouvrages des artistes suivants : Bazooka, Antoine Bernhart, Stephane Blanquet, Pascal Doury et Bruno Richard, Jean-Louis Costes, Anne Van Der Linden, Manuel Ocampo, Stu Mead, Christian Gfeller et Anna Hellsgård. Bongoût concevra aussi des affiches de concert gigposters, pour des groupes tels que Sonic Youth, Nick Cave, Beastie Boys, Wolf Eyes, Lightning Bolt, P.j Harvey, Melvins, Psychic TV, Billy Childish ou Boredoms, ainsi que l'intégrale des visuels du label rock Yakisakana de Rouen.
En 2008, le duo participe à la série de documentaires Art Talk produite par Vice.
Parallèlement à ces projets, Bongoût ouvre en 2007 un atelier-galerie à Berlin. Y sont montrées les productions de l'atelier, une sélection de livres d'artistes, de graphzines et d’œuvres graphiques imprimées, ainsi que des expositions. Parmi les artistes exposés : Damien Deroubaix, Manuel Ocampo, Harmony Korine, Richard Kern, David Sandlin, Myriam Mechita, Antoine Bernhart, Daikichi Amano, Blexbolex, Atak, Frédéric Magazine.
En 2012, l'université du Minnesota fait l’acquisition des archives de Bongoût (1995-2012).
En 2012, Bongoût est rebaptisé Re:Surgo! et en 2016, à l'occasion de l’entrée dans sa collection d’un fonds d'Archives 1995 - 2015, Gfeller + Hellsgård, le Centre de l’Illustration, Médiathèque André-Malraux de Strasbourg, organise une rétrospective intitulée De Strasbourg à Berlin, une histoire de l’underground graphique.

### Gfeller + Hellsgård
À partir de 2013, les deux artistes officient sous le nom commun Gfeller + Hellsgård. Si le graphisme punk des débuts laisse place à un travail de sérigraphie plus formel sur les textures, les matières et la couleur, l’esprit de recherche, d'expérimentation et de création demeure. Sous forme de livres d'artiste, de peintures sur toile ou sur panneaux de bois, d'affiches, d'installations, Gfeller + Hellsgård s'applique à repenser, déconstruire et recréer les principes techniques de la sérigraphie. Ils expérimentent et leur langage graphique est contemporain, il se nourrit de minimalisme, d'abstractionnisme et de culture underground.

« Des actions : élaguer, mélanger, enduire, caler, décaler, verser, encrer, répartir, étaler, rincer, nettoyer, relier. Mais aussi des matériaux : de l'encre, du papier, du bois, du métal, de la laine. Voilà ce que serait une tentative de recensement des moyens utilisés par les artistes Gfeller+Hellsgård pour réaliser leurs œuvres [...] Roland Barthes déclarait ne pas écrire de roman parce que celui-ci favorise le fond, c'est-à-dire le récit, et rétrograde la forme au rang d’accessoire. Ce même esprit conduit désormais le duo à créer des sérigraphies non-figuratives. Des œuvres qui écartent les micro-narrations, les anecdotes du quotidien, les fragments de vécu au profit des expériences issues du process lui-même, d'un réel qui innerve l'image sans jamais la structurer. »

 La philosophie du duo peut se résumer ainsi : « Nous voulons rester en devenir, expérimenter à travers les mediums afin de créer une œuvre qui soit aussi un challenge. Nous sommes en constante recherche du prochain kick visuel ! L'esthétique et l'attitude de la musique noise, du cinéma indépendant, du graphisme minimal, trash et punk nous inspirent autant que les arts graphiques. Un travail qui considère les traditions de l'art et du graphisme, mais qui vise aussi à en détruire les conventions, c'est ce qui nous inspire ».
Entre 2012 et 2015, Gfeller + Hellsgård produisent une série de 12 livres d'artistes uniques, imprimés en sérigraphie, format 48 x 34 cm, en suivant scrupuleusement les instructions de Lewis Carroll. Ces livres font littéralement et visuellement ce qu'aucune autre interprétation des Aventures d'Alice au pays des merveilles n'a jamais osé faire ; ils sautent sans excuse et sans concession au fond du terrier. L'interprétation visuelle singulière et intransigeante s'affranchit du texte, mais reste fidèle aux intentions de l'auteur. Tout comme l'aventure d'Alice est composée sous forme de puzzle, chacun des douze chapitres a été acquis par une collection différente à travers le monde :
- Chapter 01 - Down the Rabbit Hole: Université Standford[17], California, USA
- Chapter 02 - A pool of tears: Bibliothèque du Congrès, Washington DC, USA
- Chapter 03 - A Caucus-Race and a Long Tale: Université Emory, Atlanta, Georgia, USA
- Chapter 04 - The Rabbit Sends In a Little Bill: "Cassady Lewis Carroll Collection"[18], Université de Californie du Sud, USA
- Chapter 05 - Advice from a Caterpillar: Lafayette College, Pennsylvania, USA[19].
- Chapter 06 - Pig & Pepper: Université du Connecticut, USA
- Chapter 07 - A Mad Tea-Party, the Achenbach Graphic Arts collection of the Palace of the Legion of Honor Museum, du Musée des beaux-arts de San Francisco, USA
- Chapter 08 - The Queen's Croquet-Ground: Université Delaware, USA
- Chapter 09 - The Mock Turtle's Story: Bibliotheque Nationale de Luxembourg, Luxembourg
- Chapter 10 - The Lobster-Quadrille: la British Library, Londres, Royaume-Uni
- Chapter 11 - Who Stole the Tarts: Université d'État de Louisiane, Baton Rouge, USA
- Chapter 12 - Alice's Evidence: Lenton Parr Library, Université de Melbourne, Australie

En septembre 2016, Gfeller + Hellsgård sont invités à l'Université du Texas à Austin, U.S.A, pour y produire en dix jours une œuvre monumentale. En naîtra la pièce Die Wand / Die Mauer (la cloison / le mur), une structure de trois larges panneaux sérigraphiés barrant l'espace d'exposition. Une allusion d'une part au Mur de Berlin et d'autre part, en pleine période électorale américaine, au mur à la frontière Mexicaine promis par le candidat Donald Trump. Dans le magazine Art in Print, Jason Urban écrit à ce sujet : « Dans leur formalisme abstrait d'intérêt chromatique, ces panneaux sont un clin d'œil à l'esthétique lyophilisée du Colorfield, mais comme cloisons autoritaires et mobiles, au Texas à l'automne 2016, ils portent un poids et une allusion tout autre. Plus de 25 ans après la chute du mur de Berlin, un candidat présidentiel américain veut sceller la frontière entre les États-Unis et le Mexique... "Die Wand / Die Mauer" soulève de nombreuses questions sans entrer dans la polémique » À l'instar du mur de Berlin, la structure fut abattue et des morceaux colorés distribués aux étudiants ayant assisté le duo d'artistes.
Le travail de Gfeller + Hellsgård est aussi conservé dans les collections du MOMA, du MIT, des universités de Yale et de Harvard.

### Monographies
- Gfeller+ Hellsgård,, Die Wand : Die Mauer, Re:Surgo, 2017 (ISBN 978-3-940907-21-9)
- Gfeller+ Hellsgård,, Concrete Jet Set & Minimal Trash, Re:Surgo, 2016 (ISBN 978-3-945111-10-9)
- Gfeller+ Hellsgård,, $1+$1Tip, Re:Surgo, 2015
- Gfeller+ Hellsgård,, Works 2013-14, Re:Surgo, 2014
- Gfeller, Christian, Tiger, Pogobooks, 2014 (ISBN 978-3-942547-36-9)
- Gfeller, Christian, Naked in the Gallery, Bongoût, 2011 (ISBN 978-3-940907-14-1)

## Liens Externes
- Gfeller + Hellsgård